# أمين نايف ذياب
أمين نايف ذياب (27 فبراير1931 - 15 يونيو 2006) (يكني بأبي ياسر) هو مفكر إسلامي فلسطيني، يعتبر باعث حركة المعتزلة في العصر الحديث.

## حياته ونشأته
ولد الشيخ أمين نايف ذياب في 27 فبراير عام 1931م من أبوين بدوييْن أمييْن لكنهما مثقفان بالمعنى الحقيقي الذي تدل عليه كلمة مثقف، في قرية المنسي قضاء حيفا.
أتم الدراسة الابتدائية في بلدته ثم في جنين وانقطع عن الدراسة إذ واجه سفر النكبة عام 1948م· تقدم عام 1953-1954 لامتحان المعلمين الأدنى، دراسة في البيت وحصل عليه وشهادة الأدنى مؤهل يعامل معاملة الدراسة الثانوية لأغراض التعيين وليس له أية قيمة للانتقال للتحصيل الجامعي. عمل مدرساً في الوكالة والحكومة والسعودية·
سجن عام 1957 لانتسابه لحزب التحرير وتتابع السجن 1959، 1970، 1972. مارس العمل التجاري فالمقاولات من 1973-1986م. متزوج وله خمس أولاد اثنان ذكور وثلاث إناث. توفي في عمان فجر الخميس 15 حزيران 2006.

## مسيرته
أثر في عقله ووجدانه اجتياح إسرائيل لبنان صيف 1982 كان أن انتقل من حزب التحرير إلى فكر المعتزلة داعياً له. زاد الطين بِلّة انحياز الدول العربية لاميركا في حربها ضد العراق رغم كل الإحباطات فهناك إصرار لان تعود الأمة الإسلامية لتتسنم مركز القوامة على العالم بعد إعادة بناء عقلها على أساس فكر المعتزلة. له مؤلفات بعنوان جدل الأفكار صدر منها ستة كتب وأجيزت . حاضر في أكثر من منتدى، له مناظرة مع الألباني في اليوتيوب وله حضور مميز في المنتديات والندوات وورشات العمل إذ لابد له من مشاركة أو مداخلة فيها قاصدا لفت النظر إلى فكر المعتزلة.

## وصلات خارجية
- موقع أمين نايف ذياب
- ملتقي الفكر الاعتزالي المعاصر
- مناظرة أمين نايف ذياب مع الألباني